# Tetrastylidium
Tetrastylidium é um género botânico pertencente à família Olacaceae.

## Espécies
- Tetrastylidium brasiliense
- Tetrastylidium engleri
- Tetrastylidium grandifolium
- Tetrastylidium janeirense
- Tetrastylidium peruvianum